# Brachycephalus didactylus
O sapo-pulga (nome científico: Brachycephalus didactylus) é um sapo da família Brachycephalidae e é o segundo menor sapo do hemisfério Sul com apenas 10 mm de comprimento. O menor sapo do mundo é o Paedophryne amauensis.
É uma espécie endémica do Brasil.
Está ameaçada por perda de habitat provocada pelo desenvolvimento agrícola e urbanístico.
Na imagem: O sapo-pulga (a amarelo), comparado com algumas das menores espécies de sapo do mundo.